# 賈格雷河

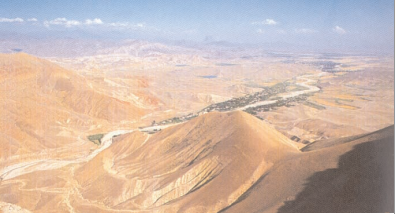

賈格雷河，是阿塞拜疆的河流，位於該國納希切萬自治共和國中部巴貝克區，河流全長45公里，流域面積442平方公里，河水來自融雪、雨水和地下水。